# Klosterkirche St. Maria (Kloster Zinna)

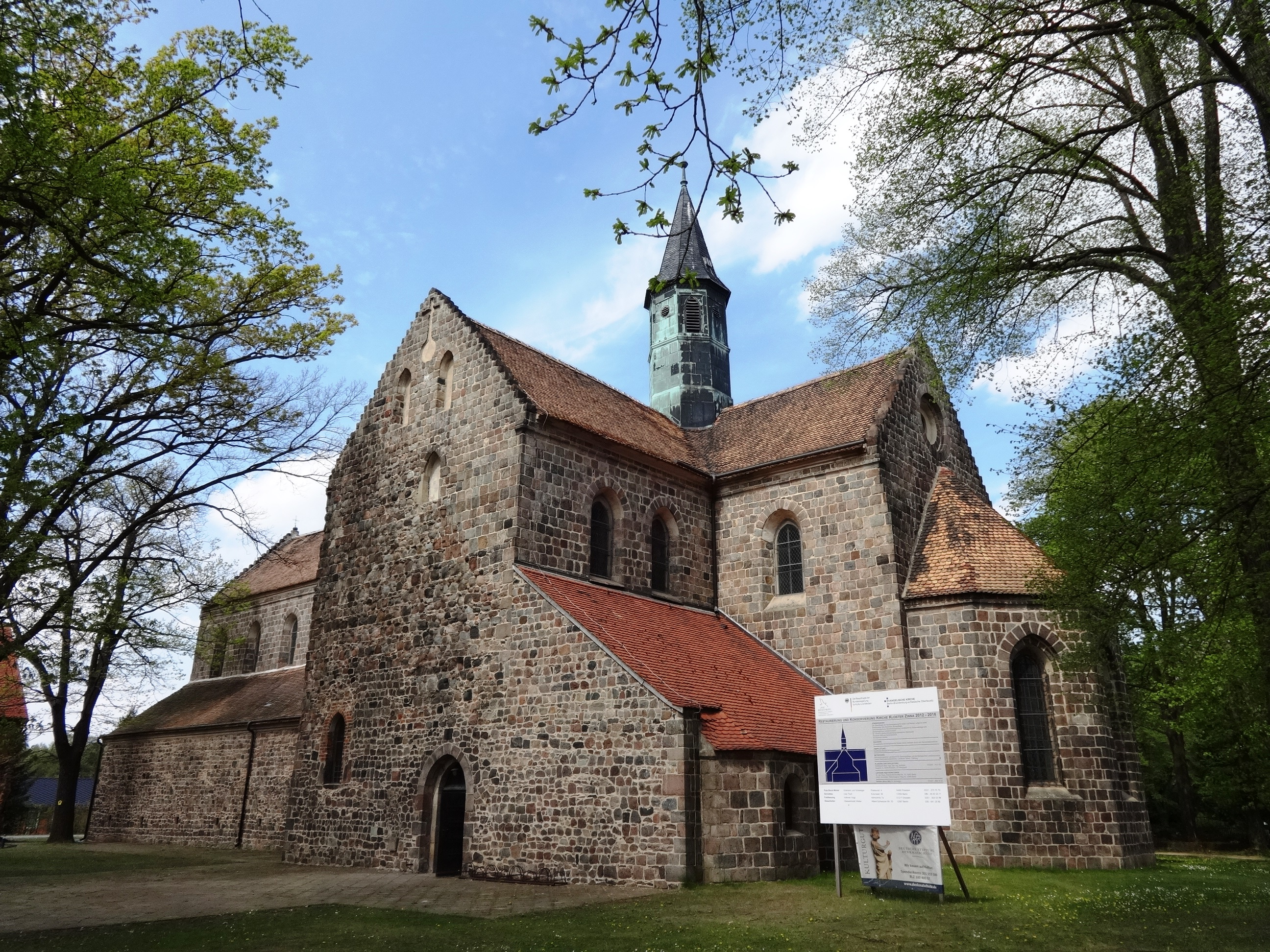
Kirche von Südosten, Querhausgiebel aus lagerhaftem Feldsteinmauerwerk, Chor, Apsis und Langhausseiten aus Granitquadern

Die Klosterkirche St. Maria ist Teil der Gesamtanlage des Klosters Zinna, das im Jahr 1170 durch den Erzbischof von Magdeburg Wichmann als Kloster der Zisterzienser gegründet wurde. Sie befindet sich im gleichnamigen Ortsteil der Kleinstadt Jüterbog im Landkreis Teltow-Fläming in Brandenburg.

## Geschichte
Der Sakralbau entstand im 12. Jahrhundert in Zusammenhang mit dem Bau der Klosteranlage. Die genaue Baugeschichte ist nicht überliefert.
Experten vermuten, dass der Streit zwischen Heinrich dem Löwen und dem Erzbischof, die sogenannte „Pommersche Verwüstung“, zu einer Unterbrechung der Bautätigkeit führte. Bekannt ist jedenfalls, dass der erste Abt, Rizzo, getötet wurde. Der Konvent zog sich daraufhin nach Jüterbog zurück.
Unter Albrecht II. von Magdeburg wurde die Arbeit an dem Bau wieder aufgenommen. Am 15. Mai 1226 fand eine Weihe der wenigen bis dahin errichteten Gebäudeteile statt.
Historiker vermuten, dass in dieser Zeit der Konvent wieder in Zinna einzog. Dennoch entwickelte sich das Kloster anscheinend nicht zur Zufriedenheit des Zisterzienserordens. 1229 erschien es auf der Tagesordnung des Ordenskapitels. Der Vaterabt aus der Abtei Altenberg erhielt daraufhin den Auftrag, sich um einen günstigeren Siedlungsort im Rahmen einer Visitation zu bemühen. Zu einem Umzug kam es jedoch nicht. Auf dem Barnim wurde lediglich eine Grangie bei Strausberg errichtet, und als ertragreiche Liegenschaft erhielt Zinna 1235 die Kalkgruben von Rüdersdorf.
So konnte der Klosterbau in Zinna fortgesetzt werden. Die Gewölbe der Seitenschiffe aus Hochbrandgips entstanden wohl erst nach der Weihe, aber noch in der 1. Hälfte des 13. Jahrhunderts. Nach weiteren Bauschritten im 13. Jahrhundert erhielten die Vierung, der Nordquerarm, das Heiligtum sowie das Mittelschiff in der ersten Hälfte des 14. Jahrhunderts ihre Kreuzrippengewölbe. Das Holz für den Dachstuhl wurde 1338 gefällt.
Nach der Reformation verließen 1553 der letzte Abt mit den verbliebenen Mönchen das Kloster. Im Jahr 1590 ernannte der nunmehr evangelisch-lutherische Erzbischof die Kirche zur Filialkirche der St.-Nikolai-Kirche in Jüterbog zur seelsorgerlichen Betreuung des Dorfes Zinna. Im 18. Jahrhundert wurde die innere nördliche Chornebenkapelle zur Sakristei umgebaut sowie die äußere Kapelle zu einer Gruft umgestaltet. Aus den Jahren 1768 bis 1771 und dem Jahr 1796 sind Instandhaltungsmaßnahmen überliefert.
Im Jahr 1867 wertete der amtierende Bischof die Kirche zur Pfarrkirche der damals noch unabhängigen Stadt Kloster Zinna auf. In den Jahren 1897 und 1898 restaurierten Dittmar und Ludwig von Tiedemann das Bauwerk, wobei sie teilweise auch in dessen Substanz eingriffen. Die Mittel hierfür stellte unter anderem Kaiserin Auguste Viktoria bereit. In den Jahren 1897 bis 1900 malte Heyl (Marinus Heijl?) die Kirche im neogotischen Stil neu aus.
Eine weitere Sanierung erfolgte in den Jahren 1993 bis 2009. Schließlich ließen das Land Brandenburg und der Bund in den Jahren 2016/2017 eine aufwändige Restaurierung vornehmen, die rund eine Million Euro kostete. Nach Abschluss der Arbeiten wurde das Gotteshaus mit einem Festakt am 25. Juni 2017 durch den evangelischen Bischof Markus Dröge wieder eingeweiht.

## Architektur

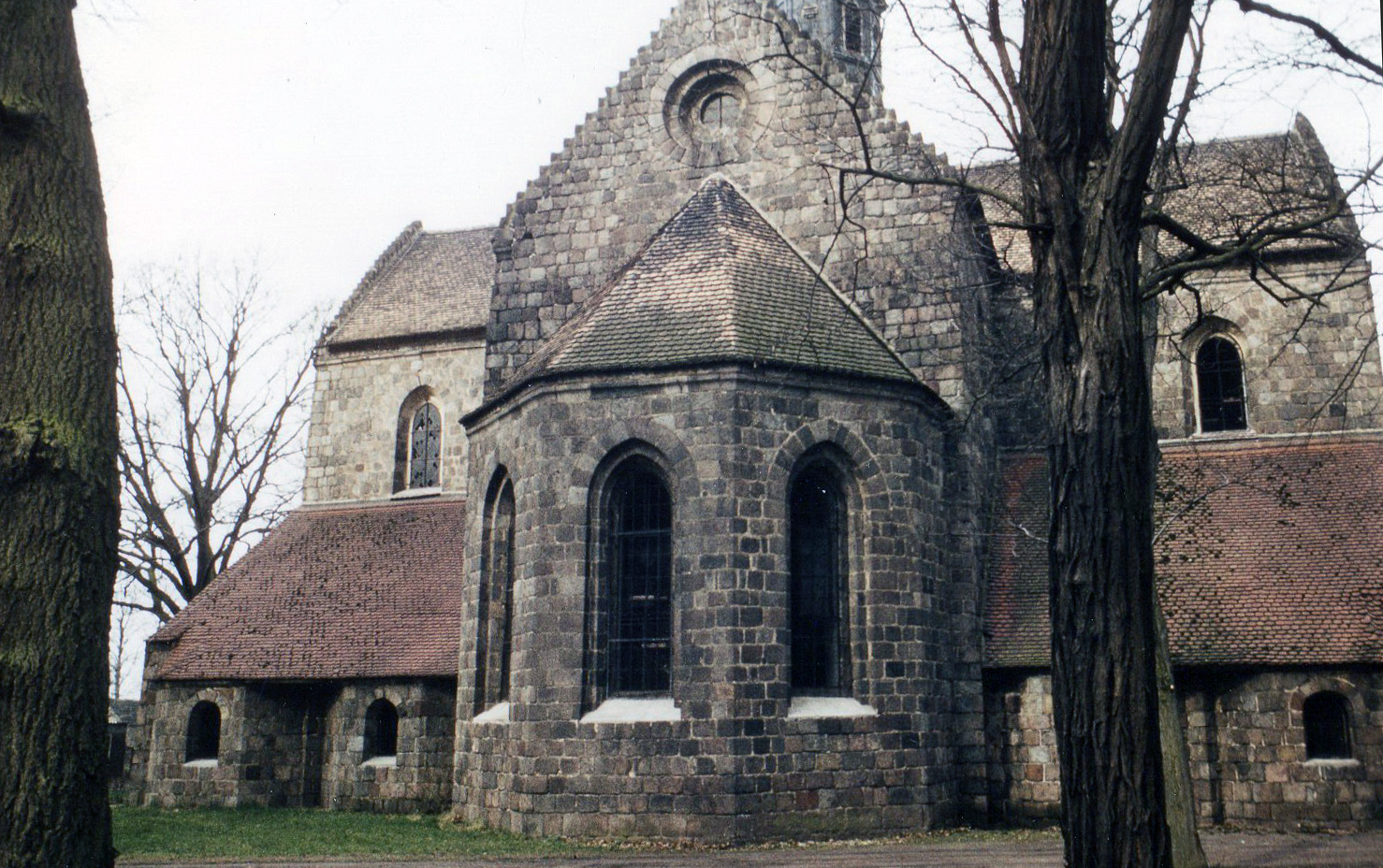
Hauptapsis und die vier Nebenapsiden nach außen polygonal, nur Kapellenfenster rundbogig
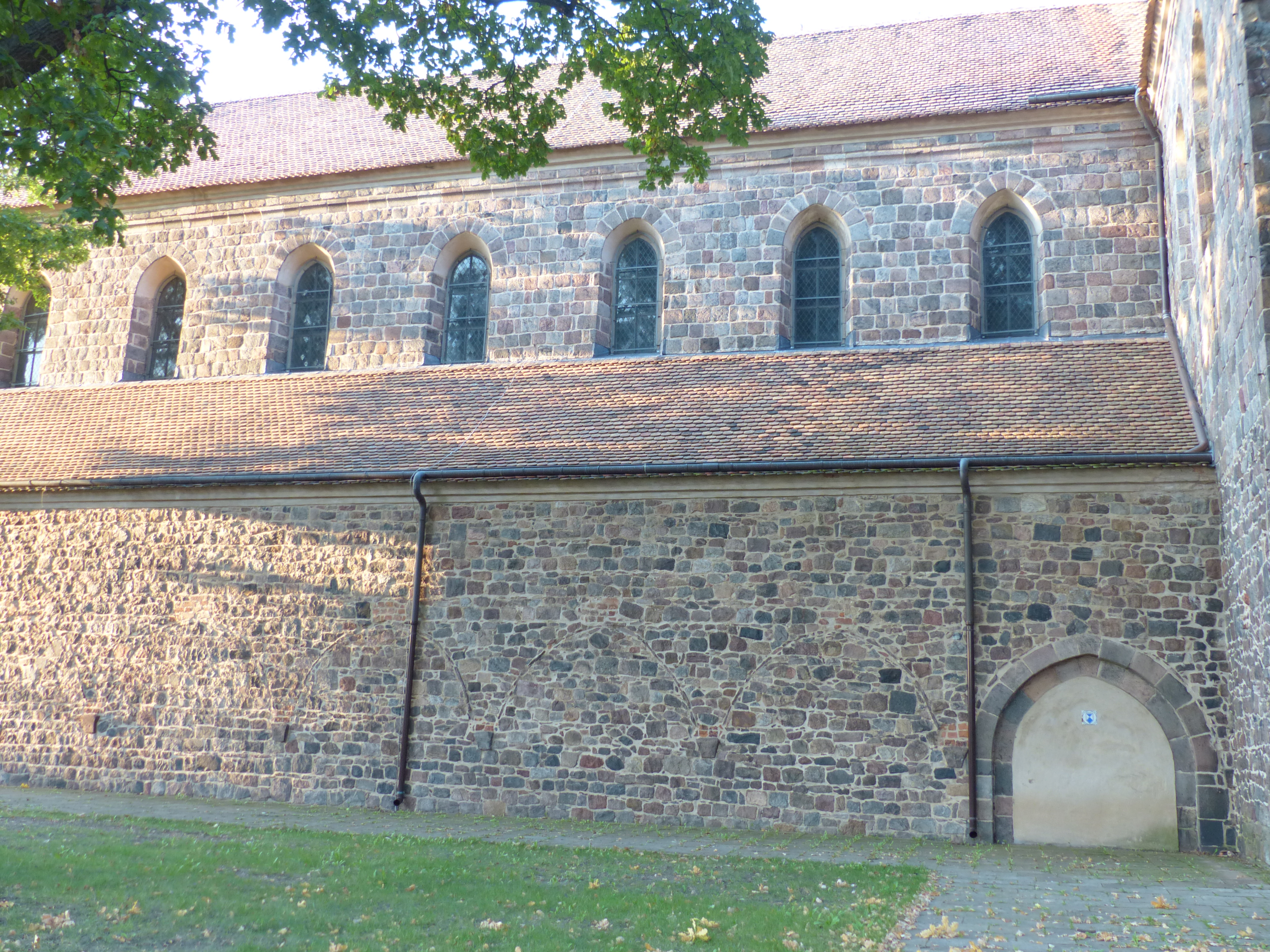
Langhaus von Süden: Portal und Obergaden spitzbogig mit Quadermauerwerk, Kreuzganganschluss rundbogig mit Feldsteinmauerwerk
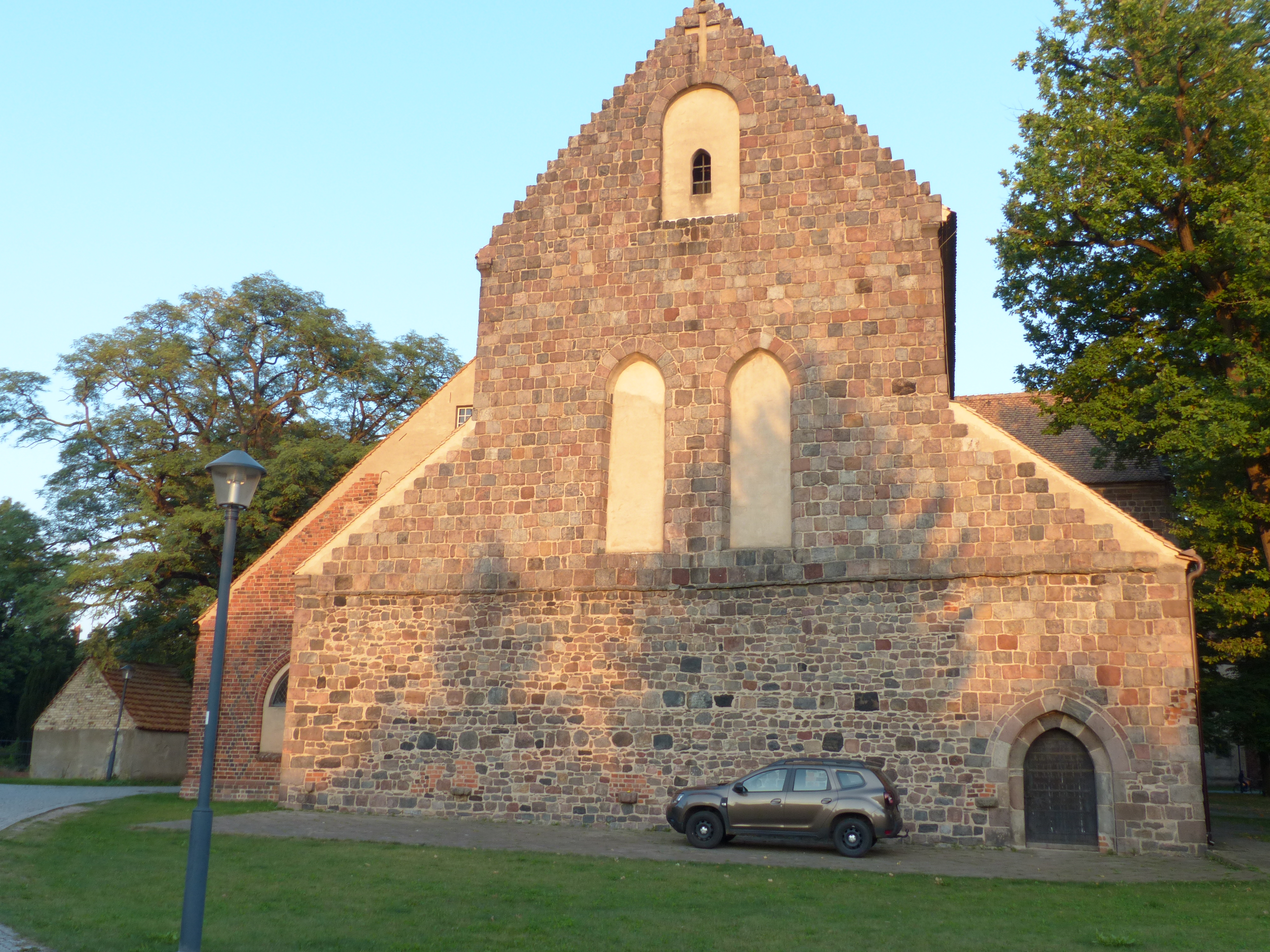
Westgiebel mit Dachansatz einer Vorhalle, oberhalb und um das Spitzbogenportal Quadermauerwerk
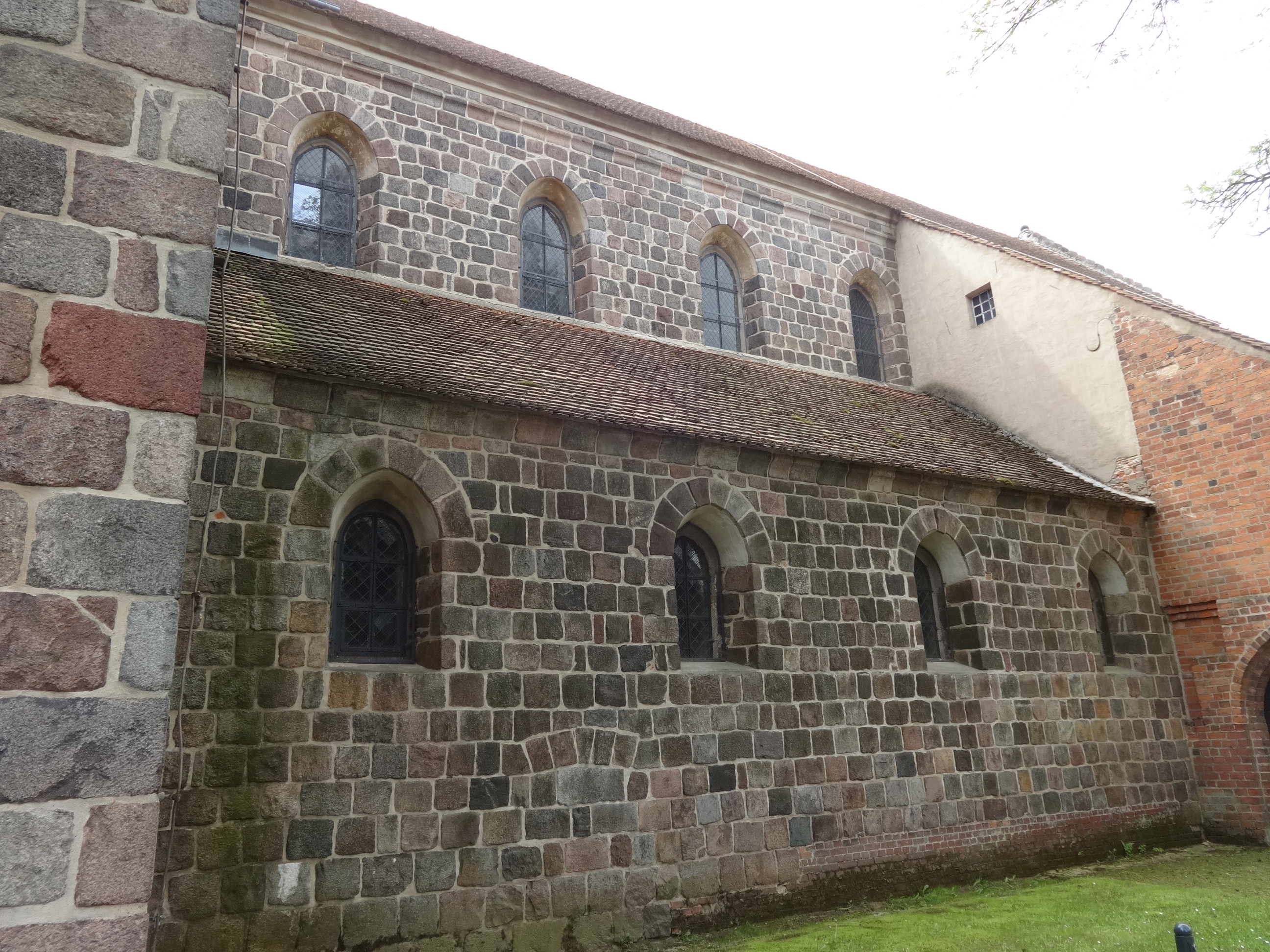
Nordseite des Langhauses: oben und unten Spitzbogenfenster und Quadermauerwerk

Das 51 Meter lange Bauwerk ist eine dreischiffige, kreuzförmige Pfeilerbasilika mit Zügen der Spätromanik und der Zisterziensergotik. Das Baumaterial sind teils gleichmäßig behauenen und sehr sorgfältig geschichteten Feldsteine, teils aus größeren Findlingen zurechtgehauene Granitquader. In Nordostdeutschland existieren im 21. Jahrhundert nur noch wenig vergleichbare Großbauten dieser Art. Die vergleichsweise geringe Längenausdehnung auf mag ihren Grund in der Verwendung der Grundmauern aus dem Vorgängerbau vor der „Pommerschen Verwüstung“ ihre Ursache haben, oder in den nachgewiesenen wirtschaftlichen Schwierigkeiten des Klosters zur Bauzeit. Für eine Zisterzienserkirche typisch sind die je zwei Nebenkapellen an der Ostseite beider Querhausarme. Eher untypisch, aber nicht einmalig ist die Ausstattung von Chor und Kapellen mit Apsiden. Deren Grundriss hat in Zinna eine Besonderheit: Typisch für die Romanik sind sie niedriger als die Rechteckräume, an die sie anschließen, und innen rund, aber außen erscheinen sie als polygonale Vorbauten, typisch für die Gotik. Die Giebel des Bauwerks sind mit Granitquadern getreppt. Am Westgiebel sind Reste einer Vorhalle (Narthex) erhalten, an der Südseite Anschlussspuren des Kreuzganges. Diese Bauwerke wurden zurückgebaut und nach der Gründung der Stadt Kloster Zinna durch Friedrich den Großen im Jahr 1764 als Baumaterial für die neue Webersiedlung verwendet.
Die Fenster sind im Wesentlichen leicht spitzbogig ausgeführt und lediglich in den Nebenkapellen rundbogig. Zwei Mosaikfenster aus dem 15. Jahrhundert zeigen Bernhard von Clairvaux mit Mitra und Krummstab sowie Benedikt von Nursia in Zisterziensertracht. Am Südquerarm befindet sich seit 1897 das Hauptportal des Bauwerks. Links oberhalb ist der ehemalige Zugang zum Dormitorium erkennbar.

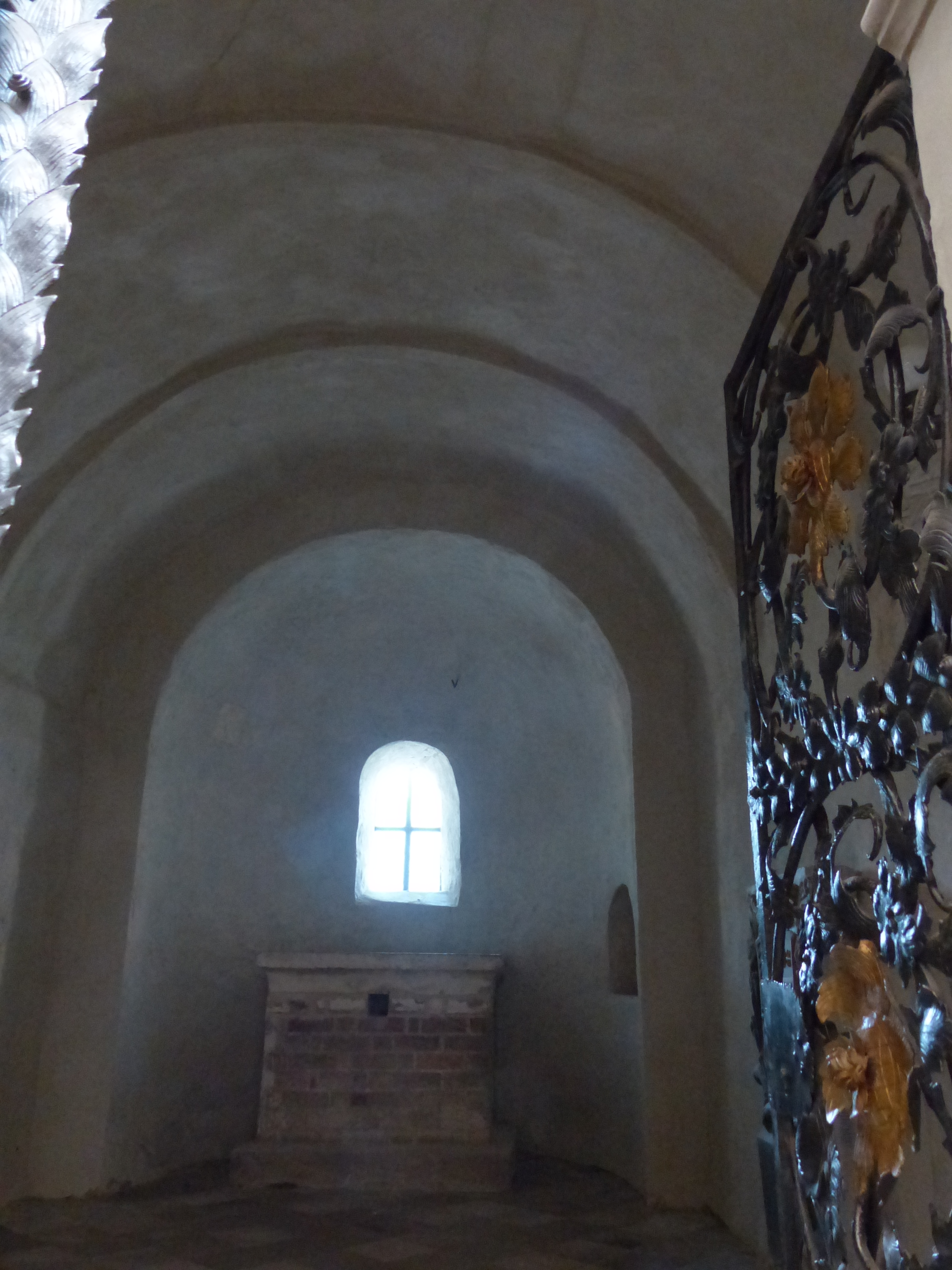
Äußere nördliche Nebenkapelle
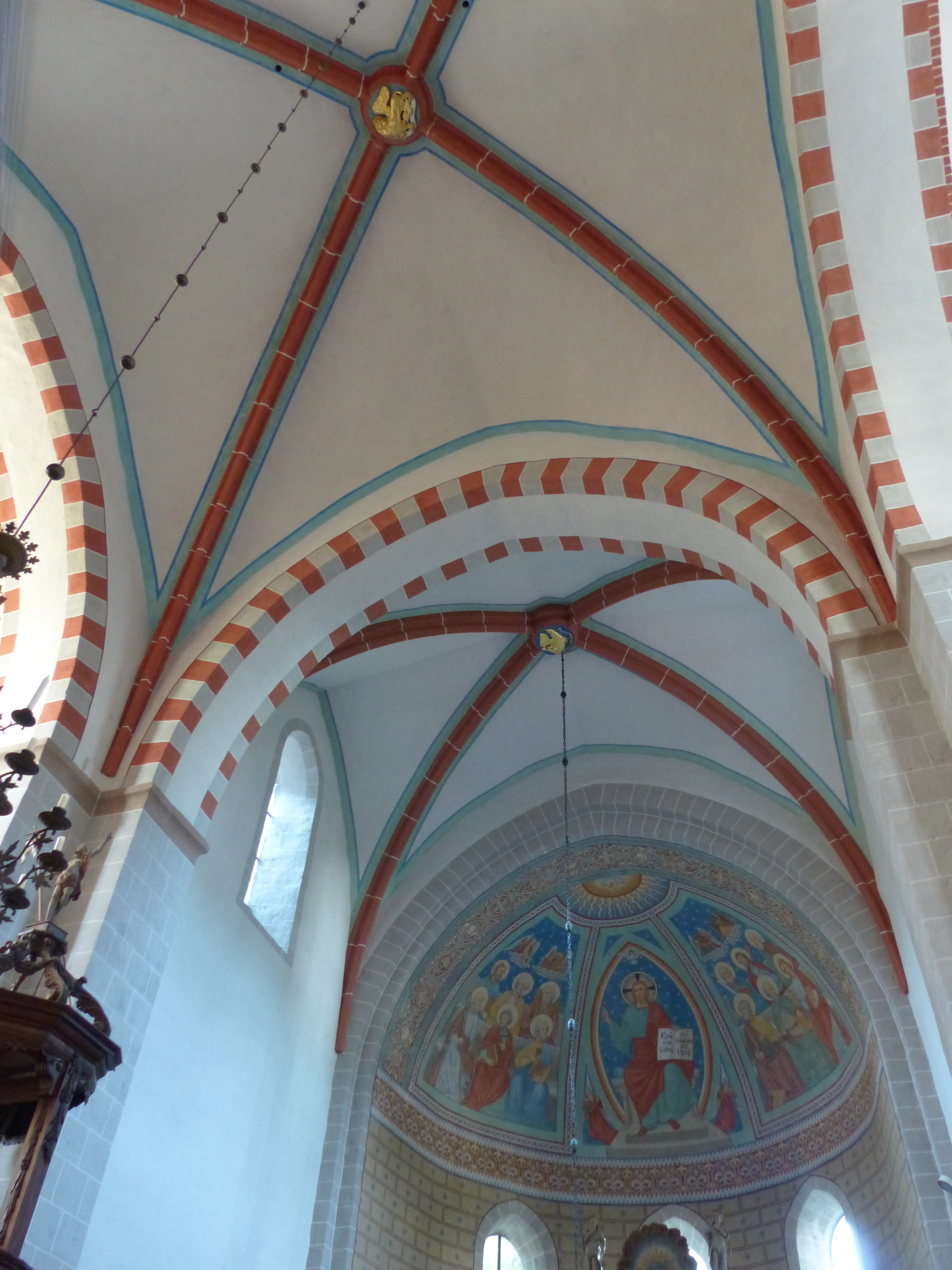
Gewölbe von Vierung Chorquadrum und Apsis
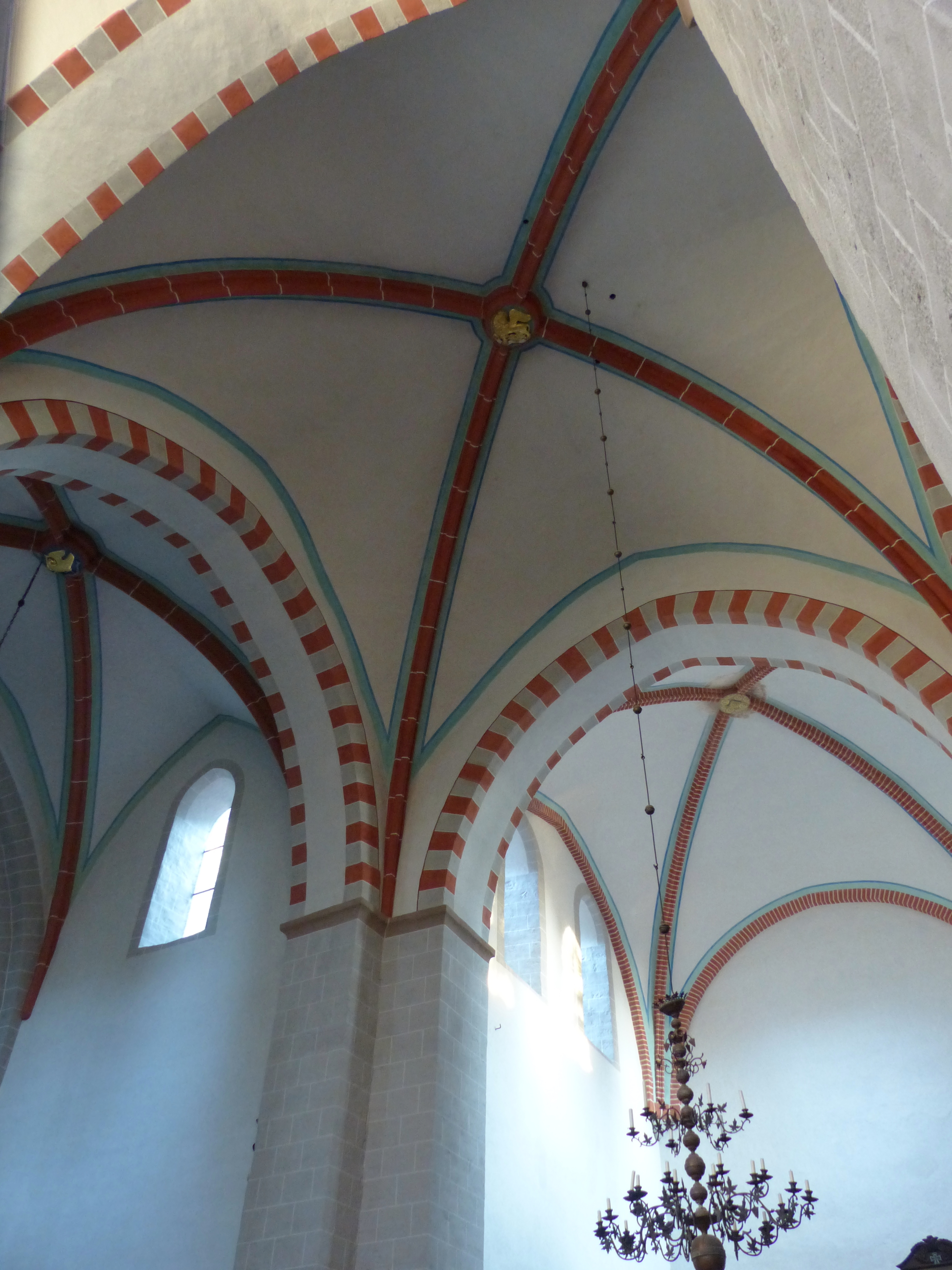
Vierung, links Chorquadrum, rechts Südquerschiff
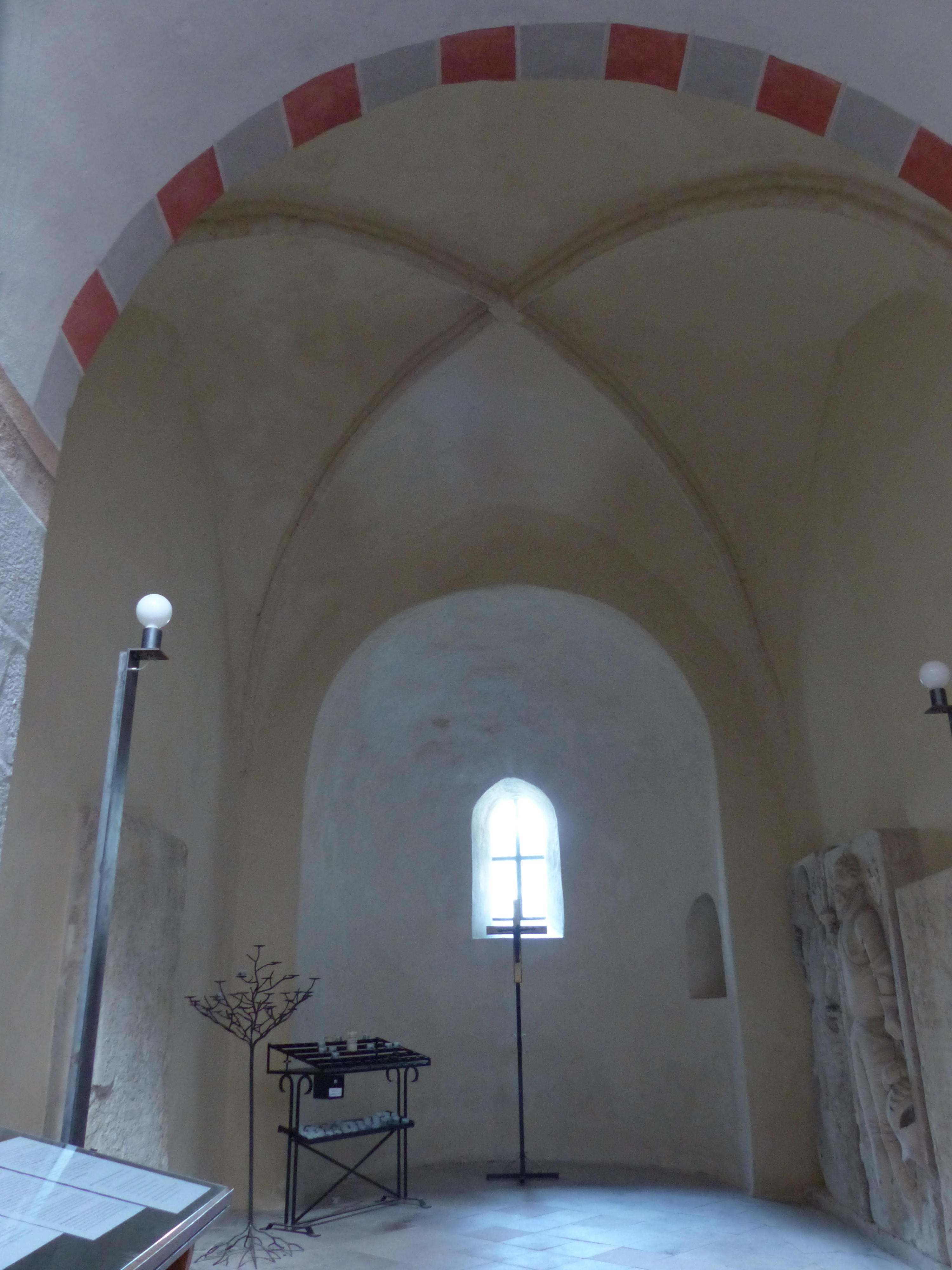
Innere südliche Nebenkapelle
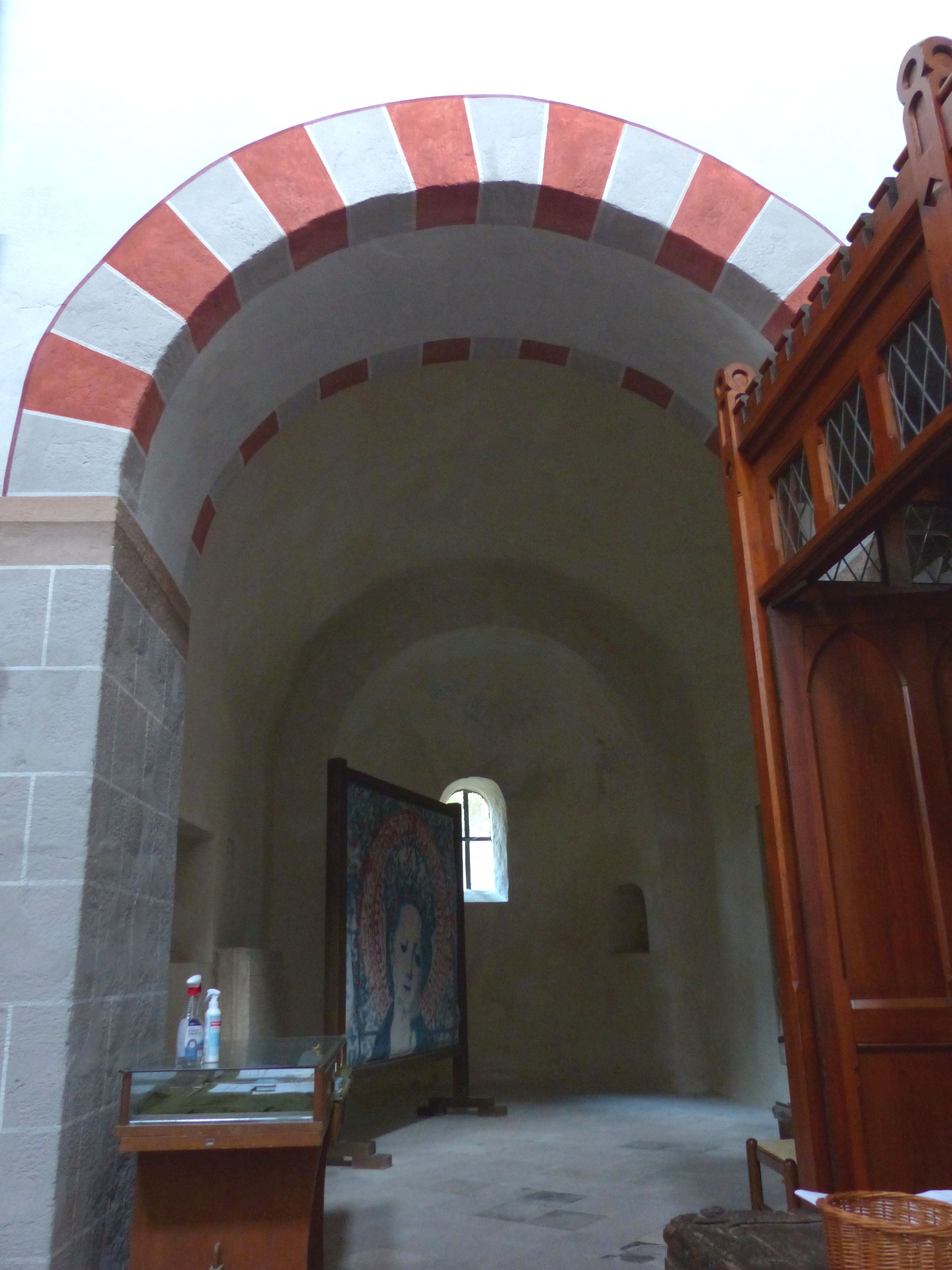
Äußere südliche Nebenkapelle

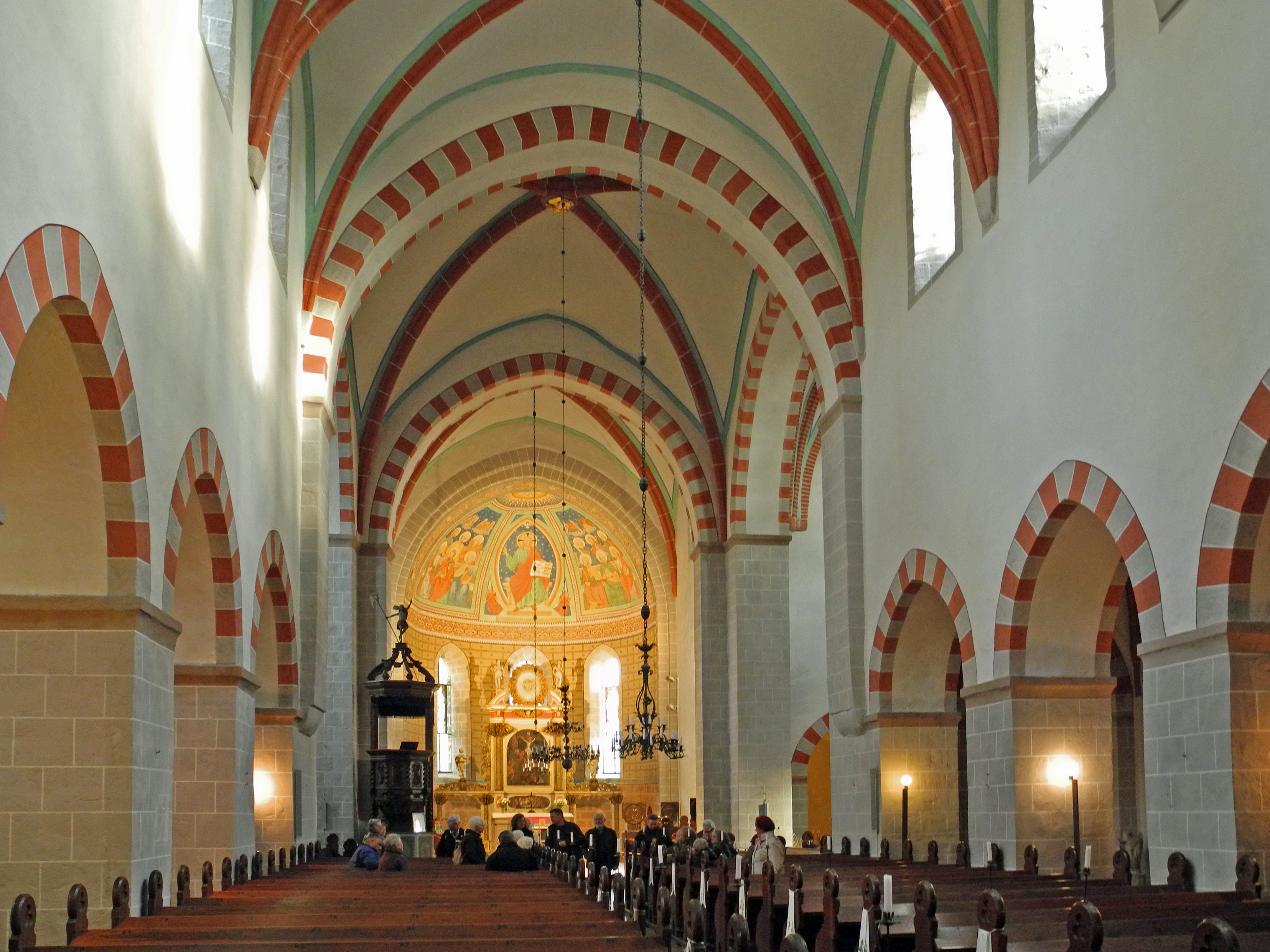
Mittelschiff, Vierung, Chor, Apsis

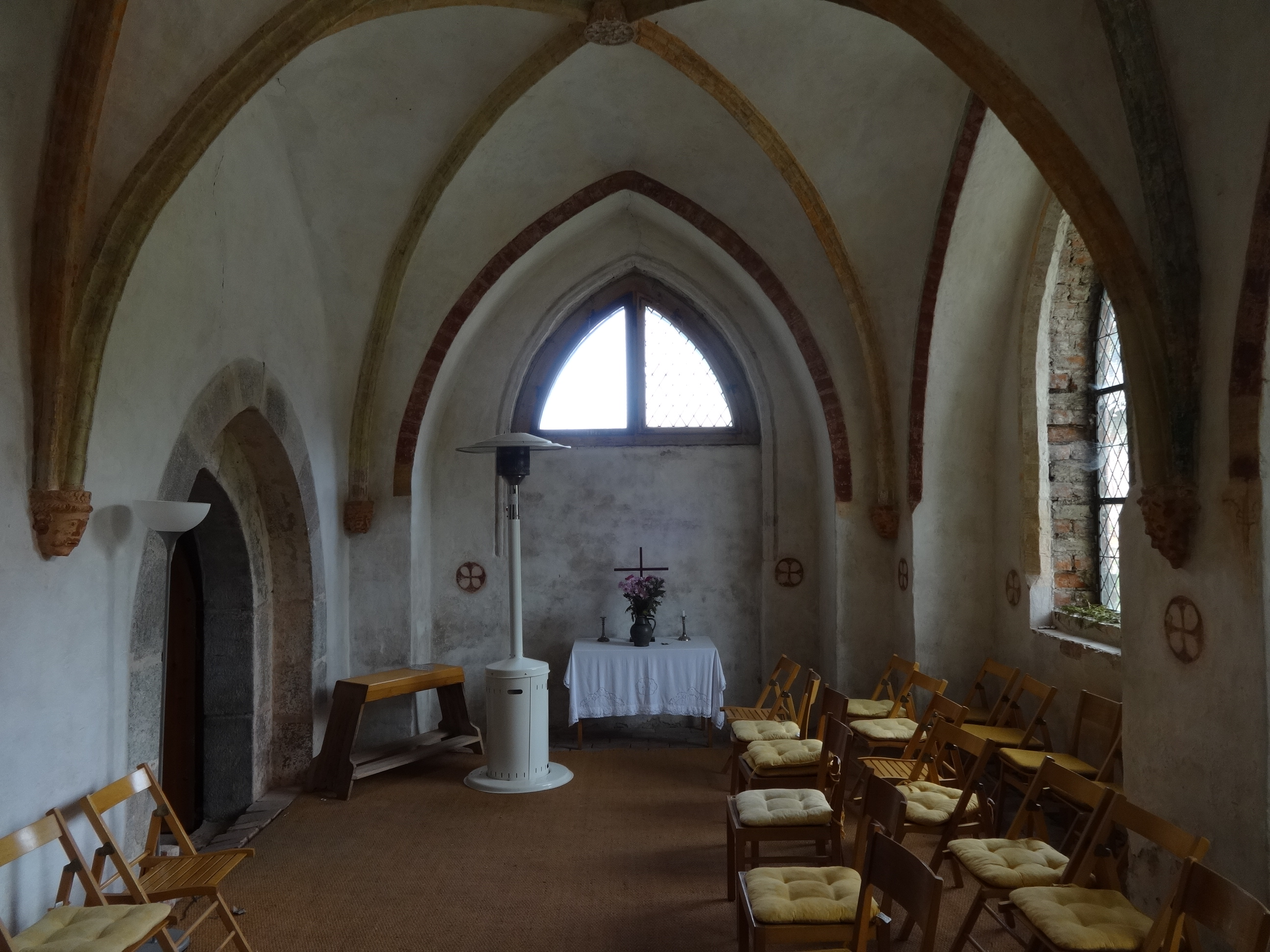
Spätgotische Abtskapelle

Im Innenraum des Langhauses dominieren sieben spitzbogige, unprofilierte Arkaden aus Granit mit Kämpfern aus Platte und Kehle. Die Apsiden sind im Innern gerundet. Der Chorbogen sowie die Apsiskalotte sind gedrückt spitzbogig ausgeführt. Die Nebenkapellen haben rundbogige Gewölbe, die Rechteckräume als Tonnen bzw. in der inneren Südkapelle schon als Kreuzrippengewölbe, die Apsiden als Halbkuppeln. und die Durchlässe zwischen Querhausarmen und Seitenschiffe sind rundbogig und werden deshalb zu den ältesten Teilen des Gebäudes gerechnet. Im Südquerarm ist ein frühgotisches Kuppelgewölbe erhalten geblieben, das vermutlich um 1250/1260 entstand, während an den übrigen Decken ein Kreuzgewölbe mit teilweise kräftigen Birnstabrippen verbaut wurde. Die Schlusssteine sind zum Teil mit Tier- und Pflanzenmotiven verziert, darunter ein Pelikan sowie Evangelistensymbole und ein Christuskopf – eine Anlehnung an den Vers 2,20 aus dem Brief des Paulus an die Epheser. Im Boden des Hauptsanktuariums befinden sich Fliesen aus dem 13. und 14. Jahrhundert. Die rot-braunen Tonfliesen sind mit gotischen Majuskeln versehen und ergeben den Englischen Gruß.

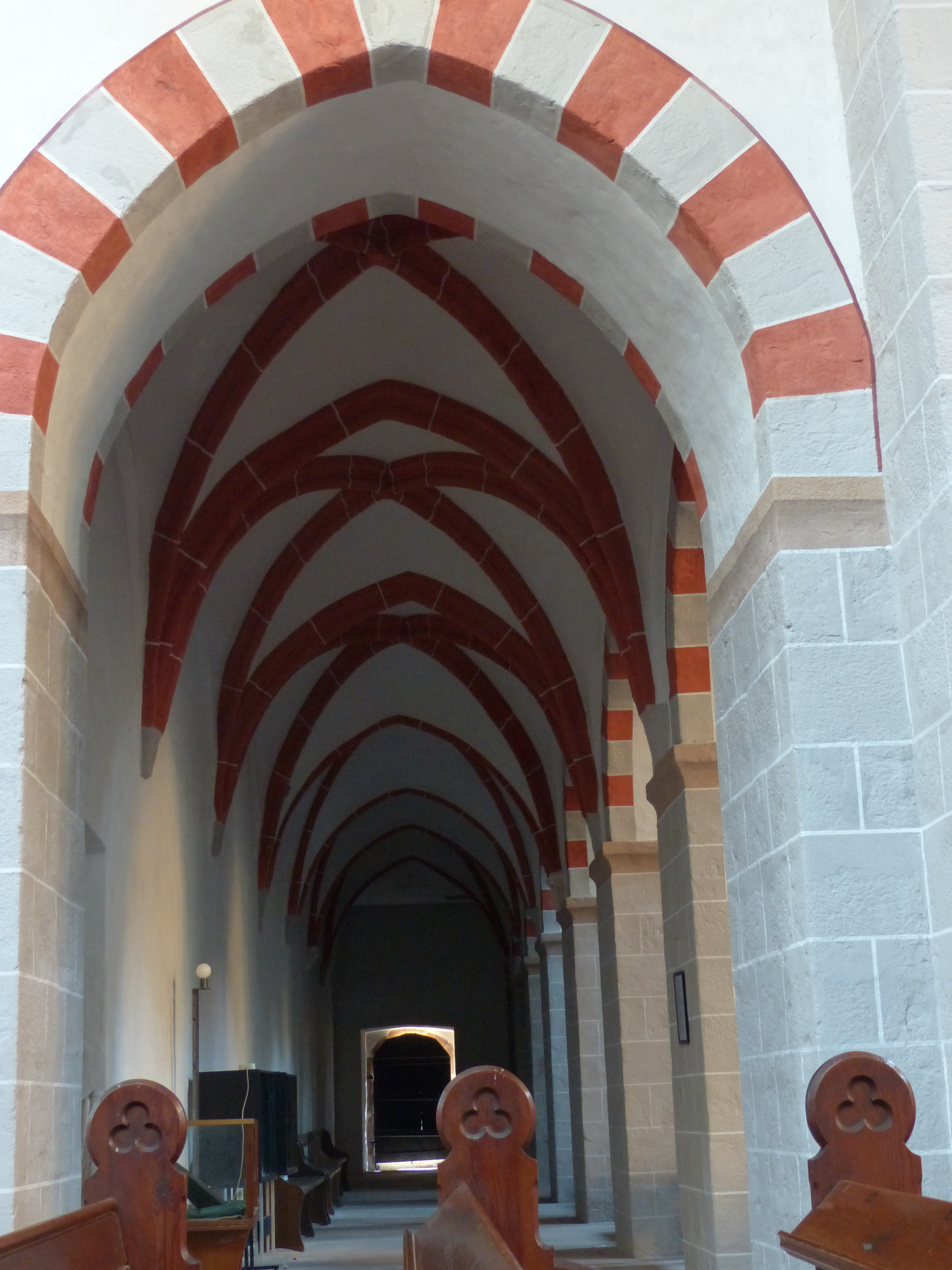
Südseitenschiff aus dem Querhaus nach Westen
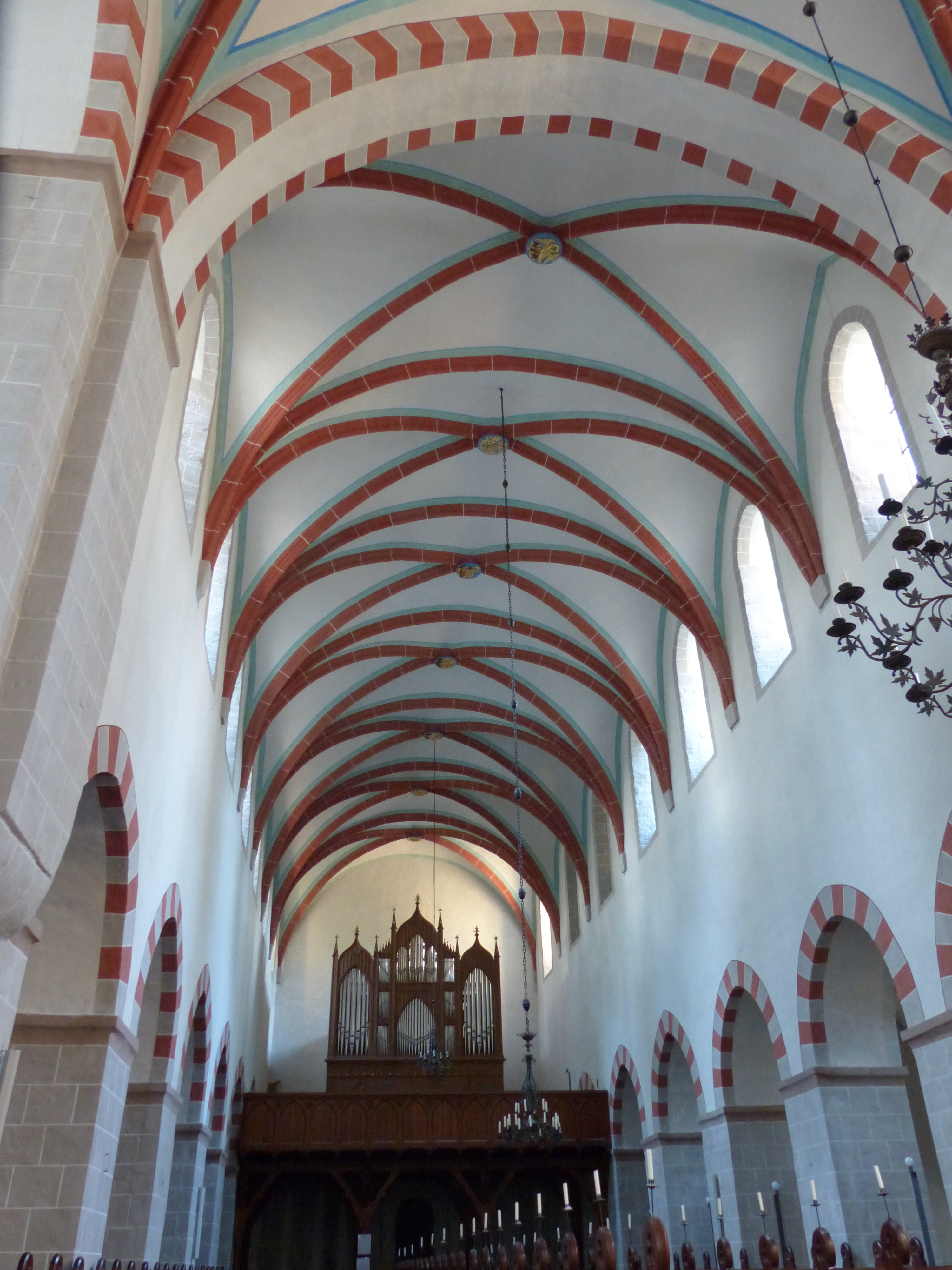
Mittelschiff nach Westen
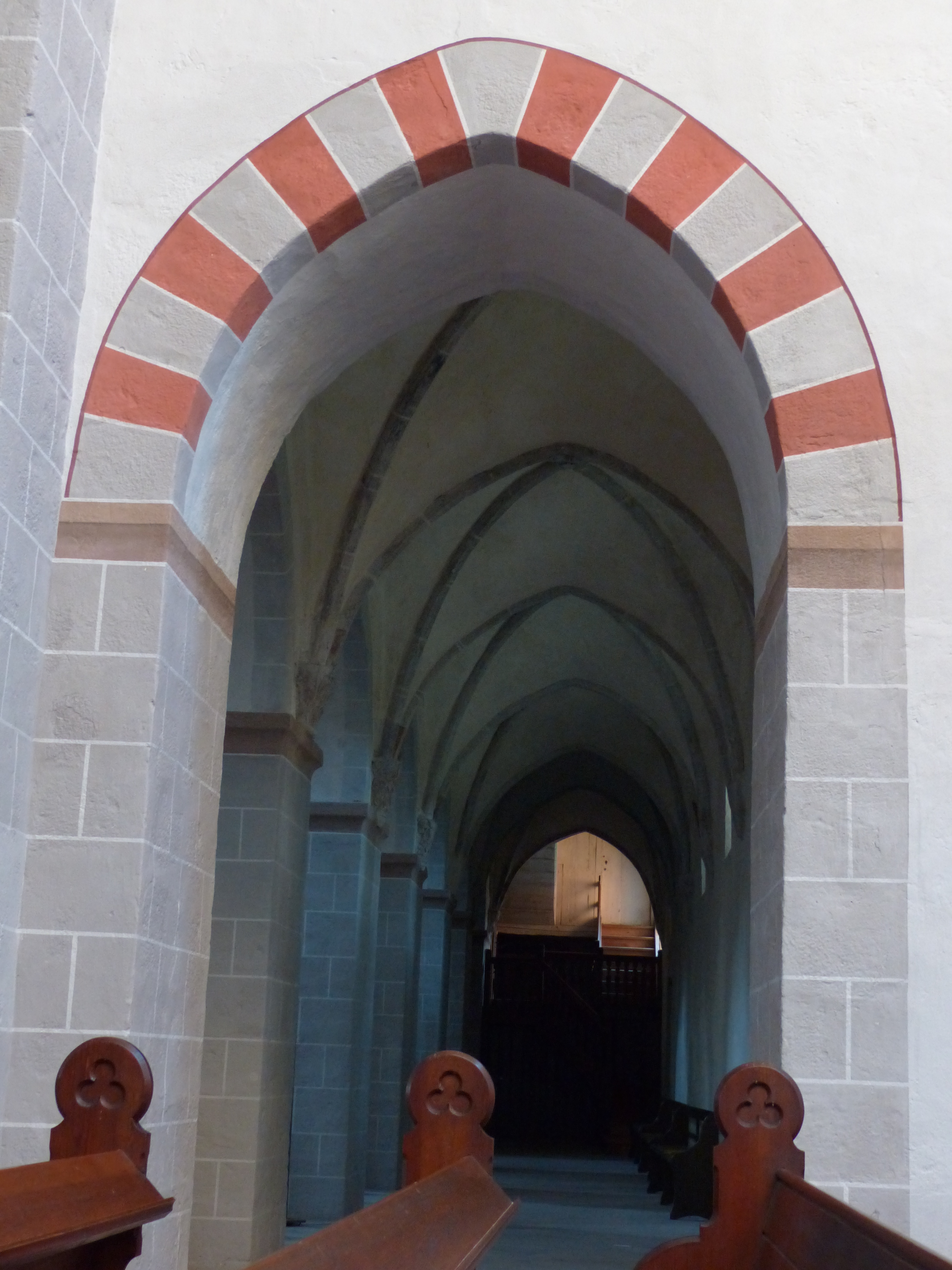
Nordseitenschiff aus dem Querhaus nach Westen

## Ausstattung

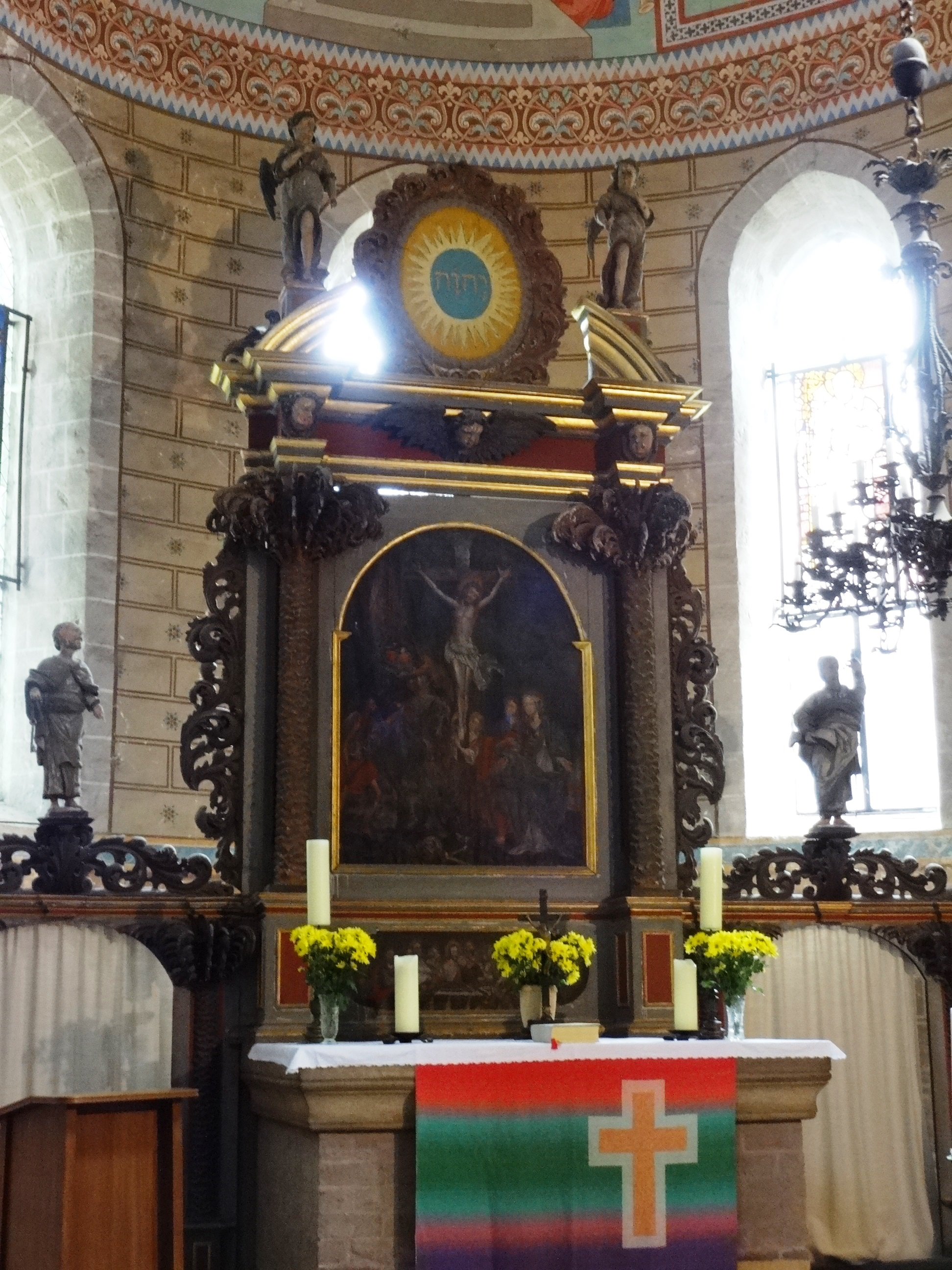
Hauptaltar

### Altäre
Die mittelalterlichen Altarblöcke in der Hauptapsis sowie in der äußeren nördlichen Nebenkapelle sowie am zweiten nordwestlichen Langhauspfeiler stammen aus der Bauzeit der Kirche. Der Altaraufsatz in der Hauptapsis besteht aus Backstein und stammt vermutlich aus dem Jahr 1703. Die Predella zeigt das Abendmahl Jesu, das darüber befindliche Gemälde die Kreuzigung Christi. Es wird von zwei Palmsäulen mit Akanthuswangen umrahmt. Darüber befindet sich ein gesprengter Segmentgiebel mit dem Gottesnamen JHWH in hebräischer Schrift auf einem blauen Kreis, umgeben von einem Strahlenkranz, und zwei Engeln.

### Skulpturen und Sakramentshaus
Neben dem Altar stehen Simon Petrus und Paulus von Tarsus. Das Sakramentshaus stammt aus der Mitte des 15. Jahrhunderts und besteht aus einer Kielbogenrahmung, die mit Krabben und Maßwerk, an den Pfosten mit Engeln verziert ist. Sie stehen auf einem grimmig schauenden Gesicht, das an einen Löwen erinnert und die Überwindung des Bösen durch das Gute symbolisiert. Weiterhin sind Reste der mittelalterlichen, roten Ausmalung mit goldenen Sternen erkennbar.

### Kanzel, Taufstein, Bänke
Die ursprünglich in der Mitte der Vierung freistehende barocke Kanzel wurde auf das Jahr 1664 datiert. Sie ist mit Akanthusblättern und Blumen verziert und wurde im Jahr 1817 von den Mönchen versetzt. Der Schalldeckel ist mit dem Salvator Mundi geschmückt. Der Taufstein mit einer sechseckigen Kuppa entstand um 1700. Das mittelalterliche Chorgestühl ist auf das Jahr 1425 datiert worden. Es wurde um 1897 und 1898 in ein neues Gestühl eingefügt. Die drei reliefgeschmückten  Medaillonwangen aus dem 14. Jahrhundert zeigen Evangelisten und Propheten auf der Innenseite sowie den Englischen Gruß auf der Außenseite. Zwei weitere spätgotische Wangen könnten Teil eines Levithenstuhles sein. Sie zeigen Benedikt mit Geißelrute sowie Bernhard mit Abtstab und Bibel.

### Orgel
Die frühromantische Orgel von Wilhelm Baer aus den Jahren 1850/1851 hat zwei Manuale bei einem Pedal und 18 Register mit insgesamt 952 Pfeifen. Sie wurde 2017 restauriert. Unterhalb der Orgelempore befindet sich ein Gemälde, das vermutlich aus dem Jahr 1722 stammt. Es zeigt König David beim Harfenspiel.

### Weitere Ausstattungen
Weiterhin finden sich mehrere Grabdenkmale in der Kirche. Unter anderem findet man bis heute in einer östlichen Nebenapsis das Grabdenkmal für den mehrfachen Gutsherren in verschiedenen brandenburgischen Regionen, Administrator des Stifts Magdeburg und örtlichen Zinnaer Amtshauptmann Kaspar von Oppen (1516–1577). Der brandenburgische und sächsischen Kammerrat, Oberamtmann Johann Jacob von Kratz (Johann Jakob von Cratz), verstorben 1706, der fast 50 Jahre das Amt Zinna verwaltete. befindet sich im östlichen Kirchenschiff. Dessen Grabstein ist aus Alabaster hergestellt und zeigt den Amtshauptmann mit der Inschrift „ruhend auf Ewigkeit“. Er wird von Athene sowie Chronos mit dem Stundenglas umrahmt. Des Weiteren befindet sich daneben, in der gesonderten Kratz-Gruft, bis heute ein Grabstein mit Vase für den Ober-Amtmann Johann Heinrich Klintzmann, verstorben 1782, gestiftet von seiner Frau Eva F. Fabricius.
Im vergrößerten Dachreiter über der Vierung befinden sich drei Glocken aus den Jahren 1485, 1489 und 1491. Sie tragen die Inschrift: „Schütze König Christus, die dieser Schall berührt hat“ sowie „Hilf, Jesus und Maria“. Bis etwa 1823 befanden sich weitere Grabsteine in der Klosterkirche. U. a. lassen sich die Figurengrabmäler der Familie von Rochow-Linie Plessow-Stülpe nachweisen. Die Familie stellte große Grundbesitzer und sie waren neben Lehnin auch Amtshauptleute zu Zinna, zu Dahme und zu Jüterbog. So waren die Grabsteine des Jerichower und Zinnaer Amtshauptmanns Hans XIII. von Rochow-Plessow in der Klosterkirche in Zinna, ebenso die seiner Ehefrau Hippolyta von Brösigke-Ketzür und ihres Sohnes Heino von Rochow.